# Discografia de BoA
Esta é a discografia da cantora sul-coreana BoA, ativa na Coreia do Sul, Japão e nos Estados Unidos. BoA estreou no cenário musical coreano em 25 de agosto de 2000.

## Álbuns

### Álbuns de estúdio
| 2000                                                                                         | ID; Peace B - Lançamento: 25 de agosto de 2000 - Gravadora: SM Entertainment - Formato: CD | 10                            | 30                            | —                             | - JPN: 13.000 - KOR: 178.000                                 |                                    |
| 2002                                                                                         | No. 1 - Lançamento: 12 de abril de 2002 - Gravadora: SM Entertainment - Formato: CD | 1                             | 21                            | —                             | - JPN: 14.000 - KOR: 560.326+                                |                                    |
| 2003                                                                                         | Atlantis Princess - Lançamento: 13 de março de 2003 - Gravadora: SM Entertainment - Formato: CD | 1                             | —                             | —                             | - KOR: 345.313+                                              |                                    |
| 2004                                                                                         | My Name - Lançamento: 15 de junho de 2004 - Gravadora: SM Entertainment - Formatos: CD, CD+DVD (Edição Especial)                                                                                        | 1                             | 151                           | —                             | - JPN: 3.000 - KOR: 201.000                                  |                                    |
| 2005                                                                                         | Girls on Top - Lançamento: 23 de junho de 2005 - Re-lançamento: 17 de agosto de 2005 (MOTO) - Gravadora: SM Entertainment - Formatos: CD, CD+DVD (Edição Especial)                                      | 3                             | 153                           | —                             | - JPN: 3.000 - KOR: 113,000                                  |                                    |
| 2010                                                                                         | Hurricane Venus - Lançamento: 5 de agosto de 2010 - Re-lançamento: 24 de setembro de 2010 (Copy & Paste) - Gravadora: SM Entertainment - Formato: CD                                                    | 1                             | 178                           | —                             | - JPN: 2.000 - KOR: 67,687+                                  |                                    |
| 2012                                                                                         | Only One - Lançamento: 25 de julho de 2012 - Gravadora: SM Entertainment - Formato: CD | 2                             | 63                            | —                             | - JPN: 3.200 - KOR: 36,000 (físico) - KOR: 934.059 (digital) |                                    |
| 2015                                                                                         | Kiss My Lips - Lançamento: 12 de maio de 2015 - Gravadora: SM Entertainment - Formato: CD | 5                             | 147                           | —                             | - JPN: 1.000 - KOR: 15.234                                   |                                    |
| Álbuns em japonês                                                                            | |                               |                               |                               |                                                              |                                    |
| Ano                                                                                          | Título | Melhores posições nas paradas | Melhores posições nas paradas | Melhores posições nas paradas | Título                                                       | Certificações (limiares de vendas) |
| Ano                                                                                          | Título | KOR                           | JPN                           | US                            | Título                                                       | Certificações (limiares de vendas) |
| 2002                                                                                         | Listen to My Heart - Lançamento: 13 de março de 2002 - Gravadora: Avex Trax - Formato: CD | —                             | 1                             | —                             | - JPN: 932.000 - KOR: 13.000                                 | - RIAJ: Diamante                   |
| 2003                                                                                         | Valenti - Lançamento: 29 de janeiro de 2003 - Gravadora: Avex Trax - Formatos: CD, CD+DVD (Primeira Edição Limitada)                                                                                    | 1                             | 1                             | —                             | - JPN: 1.249.000 - KOR: 332.000                              | - RIAJ: Diamante                   |
| 2004                                                                                         | Love & Honesty - Lançamento: 15 de janeiro de 2004 - Gravadora: Avex Trax - Formatos: CD, CD+DVD (Primeira Edição Limitada)                                                                             | 11                            | 1                             | —                             | - JPN: 653,000 - KOR: 20,000                                 | - RIAJ: 3× Platina                 |
| 2006                                                                                         | Outgrow - Lançamento: 15 de fevereiro de 2006 - Gravadora: Avex Trax - Formatos: CD, CD+DVD, download digital                                                                                           | 1                             | 1                             | —                             | - JPN: 427.000 - KOR: 23.000                                 | - RIAJ: 2× Platina                 |
| 2007                                                                                         | Made in Twenty (20) - Lançamento: 11 de janeiro de 2007 - Gravadora: Avex Trax - Formatos: CD, CD+DVD, download digital                                                                                 | 7                             | 1                             | —                             | - JPN: 348.000 - KOR: 17.000                                 | - RIAJ: Platina                    |
| 2008                                                                                         | The Face - Lançamento: 27 de fevereiro de 2008 - Gravadora: Avex Trax - Formatos: CD, CD+DVD, CD+2DVD, download digital                                                                                 | 3                             | 1                             | —                             | - JPN: 185.000 - KOR: 11.000                                 | - RIAJ: Platina                    |
| 2010                                                                                         | Identity - Lançamento: 10 de fevereiro de 2010 - Gravadora: Avex Trax - Formatos: CD, CD+DVD, download digital                                                                                          | 1                             | 4                             | —                             | - JPN: 59,000 Vendas: 77.408+                                |                                    |
| 2014                                                                                         | Who's Back? - Lançamento: 03 de setembro de 2014 - Gravadora: Avex Trax - Formatos: CD, CD+DVD, download digital                                                                                        | 19                            | 7                             | —                             | - JPN: 17.400 - KOR: 600                                     |                                    |
| 2018                                                                                         | Watashi Kono Mama de Ii no Kana (私このままでいいのかな, "Eu me pergunto se posso mantê-lo como é") - Lançamento: 14 de janeiro de 2018 - Gravadora: Avex Trax - Formatos: CD, CD+DVD, download digital | —                             | 13                            | —                             | Vendas: 8.242+                                               |                                    |
| Álbuns em inglês                                                                             | |                               |                               |                               |                                                              |                                    |
| Ano                                                                                          | Título | Melhores posições nas paradas | Melhores posições nas paradas | Melhores posições nas paradas | Vendas                                                       | Certificações (limiares de vendas) |
| Ano                                                                                          | Título | KOR                           | JPN                           | US                            | Vendas                                                       | Certificações (limiares de vendas) |
| 2009                                                                                         | BoA - Lançamento: 17 de março de 2009 - Gravadora: SM Entertainment USA - Formatos: CD, download digital                                                                                                | 1                             | 2                             | 127                           | - USA: 8.000 - KOR: 15.000 - JPN: 132.570                    | - KMCIA: Platina - RIAJ: Ouro      |
| "—" indica lançamentos que não figuraram nas paradas ou que não foram lançados nessa região. | |                               |                               |                               |                                                              |                                    |

### Coletâneas
| Ano  | Título | Melhores posições nas paradas | Vendas                         | Certificações (limiares de vendas) |
| Ano  | Título | JPN                           | Vendas                         | Certificações (limiares de vendas) |
| ---- | --- | ----------------------------- | ------------------------------ | ---------------------------------- |
| 2004 | K-pop Selection - Lançamento: 3 de março de 2004 - Gravadora: Avex Trax - Formatos: CD, CD+DVD                             | 13                            | - JPN: 34.000                  |                                    |
| 2005 | Best of Soul - Lançamento: 2 de fevereiro de 2005 - Gravadora: Avex Trax - Formatos: CD, CD+DVD                            | 1                             | - JPN: 1.010.000 - KOR: 38.000 | - RIAJ: Diamante                   |
| 2005 | BoA Best Single - Lançamento: novembro de 2005 - Gravadora: Chinese Musicians Audio & Video Press - Formatos: CD, VCD      | —                             |                                |                                    |
| 2009 | Best & USA - Lançamento: 18 de março de 2009 - Gravadora: Avex Trax - Formatos: CD, 2CD, 2CD+2DVD, download digital        | 2                             | - JPN: 133.000                 | - RIAJ: Ouro                       |
| 2011 | BoA Summer Selection 2011 - Lançamento: 31 de agosto de 2011 - Gravadora: Avex Trax - Formatos: download digital           | —                             |                                |                                    |
| 2013 | Winter Ballad Collection 2013 - Lançamento: 23 de outubro de 2013 - Gravadora: Avex Trax - Formatos: download digital      | —                             |                                |                                    |
| 2014 | BoA Winter Ballad Collection 2014 - Lançamento: 10 de dezembro de 2014 - Gravadora: Avex Trax - Formatos: download digital | —                             |                                |                                    |

### Álbuns remix
| Ano  | Título                                                                                  | Melhores posições nas paradas | Vendas          | Certificações (limiares de vendas) |
| Ano  | Título                                                                                  | JPN                           | Vendas          | Certificações (limiares de vendas) |
| ---- | --------------------------------------------------------------------------------------- | ----------------------------- | --------------- | ---------------------------------- |
| 2002 | Peace B. Remixes - Lançamento: 7 de agosto de 2002 - Gravadora: Avex Trax - Formato: CD | 18                            | - JPN: 21.400+  |                                    |
| 2003 | Next World - Lançamento: 27 de agosto de 2003 - Gravadora: Avex Trax - Formato: CD      | 4                             | - JPN: 193.695+ | - RIAJ: Platina                    |

### EPs
| 2001                                                                                         | Jumping into the World - Lançamento: 3 de março de 2001 - Gravadora: SM Entertainment - Formato: CD                    | 6   | 29  | - KOR: 91.000 - JPN: 13.000 |     |
| 2002                                                                                         | Miracle - Lançamento: 24 de setembro de 2002 - Gravadora: SM Entertainment - Formato: CD                               | 4   | —   | - KOR: 313.597+             |     |
| 2003                                                                                         | Shine We Are! - Lançamento: 4 de dezembro de 2003 - Gravadora: SM Entertainment - Formato: CD                          | 3   | —   | - KOR: 81.000               |     |
| 2001                                                                                         | Merry Christmas from BoA - Lançamento: 7 de dezembro de 2005 - Gravadora: Avex Trax - Formato: download digital        | —   | —   |                             |     |
| 2018                                                                                         | One Shot, Two Shot - Lançamento: 20 de fevereiro de 2018 - Gravadora: SM Entertainment - Formato: CD, download digital | 6   | —   | - KOR: 9.628                |     |
| 2018                                                                                         | Unchained - Lançamento: 14 de março de 2018 - Gravadora: Avex Trax - Formato: CD, CD+DVD                               | ASA | ASA | ASA                         | ASA |
| "—" indica lançamentos que não figuraram nas paradas ou que não foram lançados nessa região. | |     |     |                             |     |

### Álbuns ao vivo
| Título                                       | Detalhes do álbum                                                                       |
| -------------------------------------------- | --------------------------------------------------------------------------------------- |
| Shidaz presents BoA "Winter Love" X'mas Live | - Lançamento: 10 de janeiro de 2007 - Gravadora: Avex Trax - Formatos: download digital |
| BoA Live Tour 2008 The Face                  | - Lançamento: 23 de outubro de 2013 - Gravadora: Avex Trax - Formatos: download digital |

### Colaborações com a SM Town
| Título                                                                                     | Faixas |
| ------------------------------------------------------------------------------------------ | --- |
| Christmas Winter Vacation in SMTown.com - Lançamento: 8 de dezembro de 2000                | 1. "창밖을 봐요 (Waiting For White Christmas)" - SM Town 6. "Merry Christmas" 13. "Christmas Time"                                                                                              |
| Christmas Winter Vacation in SMTown.com – Angel Eyes - Lançamento: 4 de dezembro de 2001   | 1. "Angel Eyes" - SM Town 7. "Feliz Navidad" 15. "겨울바람 (Winter Wind)" |
| Summer Vacation in SMTown.com - Lançamento: 10 de junho de 2002                            | 3. "Summer Vacation" - SM Town 7. "My Boy" 14. "Amazing Kiss" |
| 2002 Winter Vacation in SMTown.com – My Angel My Light - Lançamento: 6 de dezembro de 2002 | Disco 1: 1. "My Angel, My Light" - SM Town 4. "Snow in My Mind" - Shoo, BoA, M.I.L.K Disco 2: 1. "Dear My Family" - SM Town 5. "Jewel Song"                                                     |
| 2003 Summer Vacation in SMTown.com - Lançamento: 18 de junho de 2003                       | 1. "Hello! Summer!" - SM Town 5. "Summer in Dream" - Moon Hee-joon, Shoo, BoA, Jae Won, Hyun Jin, Jae Young 6. "Romeo"                                                                          |
| 2003 Winter Vacation in SMTown.com - Lançamento: 4 de dezembro de 2003                     | 1. "두번째 겨울 (Snowflake)!" - SM Town 5. "Feels the Same" |
| 2004 Summer Vacation in SMTown.com - Lançamento: 2 de julho de 2004                        | 1. "Hot Mail (여름편지)" - SM Town 3. "Lollipop" 16. "Midnight Parade" |
| 2006 Summer SMTown - Lançamento: 20 de junho de 2006                                       | 1. "Full Sun (Red Sun)" - SM Town 5. "TOUCH" |
| 2006 Winter SMTown - Snow Dream - Lançamento: 12 de dezembro de 2006                       | 1. "Snow Dream" - SM Town 7. "DOTCH" |
| 2007 Summer SMTown - Fragile - Lançamento: 5 de julho de 2007                              | 2. "Let's Go on a Trip! - SM Town 4. "이브의 경고 (Eve Warning)" (feat. Shindong) 8. "조개껍질 묶어 (Tie Clam Shells) (A Cappella)" - BoA, Xiah Junsu, Changmin, Lina, Sunday, Ryeowook, Yesung |
| 2007 Winter SMTown - Only Love - Lançamento: 7 de dezembro de 2007                         | 1. "Only Love" - SM Town 2. "12월 27일 (On December 27th)" |
| 2011 Winter SMTown – The Warmest Gift - Lançamento: 13 de dezembro de 2011                 | 3. "Distance" (inglês) |

## Singles
| Ano                                 | Título                                                   | Paradas | Paradas | Paradas         | Vendas                                         | Álbum                                          |
| Ano                                 | Título                                                   | JPN     | KOR     | U.S. Dance Club | Vendas                                         | Álbum                                          |
| ----------------------------------- | -------------------------------------------------------- | ------- | ------- | --------------- | ---------------------------------------------- | ---------------------------------------------- |
| 2001                                | "ID; Peace B"                                            | 20      | —       | —               | - JPN: 40.470+                                 | Listen to My Heart                             |
| 2001                                | "Amazing Kiss"                                           | 23      | —       | —               | - JPN: 59.450+                                 | Listen to My Heart                             |
| 2001                                | "Kimochi wa Tsutawaru"                                   | 15      | —       | —               | - JPN: 77.220+                                 | Listen to My Heart                             |
| 2002                                | "Listen to My Heart"                                     | 5       | —       | —               | - JPN: 179.590+                                | Listen to My Heart                             |
| 2002                                | "Every Heart: Minna no Kimochi"                          | 10      | —       | —               | - JPN: 84.430+                                 | Listen to My Heart                             |
| 2002                                | "Don't Start Now"                                        | 17      | —       | —               | - JPN: 20.580+                                 | Listen to My Heart                             |
| 2002                                | "Valenti"                                                | 2       | —       | —               | - JPN: 201.810+                                | Valenti                                        |
| 2002                                | "Kiseki / No.1"                                          | 3       | —       | —               | - JPN: 129.462+                                | Valenti                                        |
| 2002                                | "Jewel Song / Beside You: Boku o Yobu Koe"               | 3       | —       | —               | - JPN: 151.485+                                | Valenti                                        |
| 2003                                | "Shine We Are! / Earthsong"                              | 2       | —       | —               | - JPN: 144.264+                                | Love & Honesty                                 |
| 2003                                | "Double (Double/Midnight Parade/Milky Way: Kimi no Uta)" | 2       | 8       | —               | - JPN: 82.395+ - KOR: 43.000+                  | Love & Honesty                                 |
| 2003                                | "Rock with You"                                          | 5       | 11      | —               | - JPN: 58.314+ - KOR: 23.000+                  | Love & Honesty                                 |
| 2004                                | "Be the One"                                             | 15      | —       | —               | - JPN: 24.293+                                 | Love & Honesty                                 |
| 2004                                | "Quincy / Kono Yo no Shirushi"                           | 4       | —       | —               | - JPN: 82.614+                                 | Best of Soul                                   |
| 2004                                | "Meri Kuri"                                              | 5       | 10      | —               | - JPN: 136.725+ - KOR: 20.000+                 | Best of Soul                                   |
| 2005                                | "Do the Motion"                                          | 1       | —       | —               | - JPN: 169.542+                                | Outgrow                                        |
| 2005                                | "Make a Secret"                                          | 5       | —       | —               | - JPN: 54.453+                                 | Outgrow                                        |
| 2005                                | "Dakishimeru"                                            | 9       | —       | —               | - JPN: 58.436+                                 | Outgrow                                        |
| 2006                                | "Everlasting"                                            | 4       | 6       | —               | - JPN: 74.744+ - KOR: 19.000+ - KOR: 5.000+    | Outgrow                                        |
| 2006                                | "Nanairo no Ashita: Brand New Beat / Your Color"         | 3       | —       | —               | - JPN: 90.123+ - KOR: 4.000+                   | Made in Twenty (20)                            |
| 2006                                | "Key of Heart / Dotch"                                   | 4       | —       | —               | - JPN: 40.943+                                 | Made in Twenty (20)                            |
| 2006                                | "Winter Love"                                            | 2       | —       | —               | - JPN: 99.078+                                 | Made in Twenty (20)                            |
| 2007                                | "Sweet Impact"                                           | 5       | —       | —               | - JPN: 42.789+ - KOR: 6.000+                   | The Face                                       |
| 2007                                | "Love Letter"                                            | 3       | —       | —               | - JPN: 43.524+                                 | The Face                                       |
| 2007                                | "Lose Your Mind"                                         | 6       | —       | —               | - JPN: 22.961+                                 | The Face                                       |
| 2008                                | "Be with You."                                           | 13      | —       | —               | - JPN: 15.636+                                 | The Face                                       |
| 2008                                | "Vivid: Kissing You, Sparkling, Joyful Smile"            | 5       | —       | —               | - JPN: 29.304+                                 | Best & USA                                     |
| 2008                                | "Eat You Up"                                             | —       | —       | 8               |                                                | BoA                                            |
| 2009                                | "Eien/Universe/Believe in Love"                          | 8       | —       | —               | - JPN: 22.354+                                 | Best & USA                                     |
| 2009                                | "I Did It for Love" (feat. Sean Garrett)                 | —       | —       | 19              |                                                | BoA                                            |
| 2009                                | "Energetic"                                              | —       | —       | 17              |                                                | BoA                                            |
| 2009                                | "Bump Bump!" (feat. Verbal)                              | 8       | —       | —               | - JPN: 12.706+                                 | Identity                                       |
| 2009                                | "Mamoritai: White Wishes"                                | 3       | —       | —               | - JPN: 50.613+                                 | Identity                                       |
| 2010                                | "Woo Weekend"                                            | 10      | —       | —               | - JPN: 12.459+                                 | Who's Back?                                    |
| 2010                                | "I See Me"                                               | —       | —       | —               |                                                | Who's Back?                                    |
| 2011                                | "Milestone" (DVD Single)                                 | 4‡      | —       | —               | - KOR: 7.722+                                  | Who's Back?                                    |
| 2013                                | "Only One"                                               | 10      | 2       | —               | - JPN: 11.390+ - KOR: 2.057.000+ - KOR: 2.000+ | Who's Back?                                    |
| 2013                                | "Tail of Hope"                                           | 12      | —       | —               | - JPN: 10.957+                                 | Who's Back?                                    |
| 2013                                | "Message/Call my name"                                   | 13      | —       | —               | - JPN: 6.982+                                  | Who's Back?                                    |
| 2014                                | "Shout It Out"                                           | 12      | —       | —               | - JPN: 7.515+                                  | Who's Back?                                    |
| 2014                                | "MASAYUME CHASING"                                       | 15      | —       | —               | - JPN: 8.947+                                  | Who's Back?                                    |
| 2014                                | "FLY"                                                    | 22      | —       | —               | - JPN: 6.000+                                  | Watashi Kono Mama de Ii no Kana                |
| 2015                                | "Who Are You" (feat. Gaeko de Dynamic Duo)               | —       | 3       | —               | - KOR: 466.047+                                | Kiss My Lips                                   |
| 2015                                | "Kiss My Lips"                                           | —       | 18      | —               | - KOR: 128.000+                                | Kiss My Lips / Watashi Kono Mama de Ii no Kana |
| 2015                                | "Lookbook"                                               | 16      | —       | —               | - JPN: 7.000+                                  | Watashi Kono Mama de Ii no Kana                |
| 2016                                | "Make Me Complete"                                       | —       | —       | —               |                                                | Watashi Kono Mama de Ii no Kana                |
| 2017                                | "Right Here, Right Everywhere"                           | —       | —       | —               |                                                | Watashi Kono Mama de Ii no Kana                |
| 2018                                | "Jazzclub"                                               | —       | —       | —               |                                                | Watashi Kono Mama de Ii no Kana                |
| 2018                                | "One Shot, Two Shot"                                     | —       | 93      | —               |                                                | One Shot, Two Shot                             |
| ‡Listada na Oricon Music DVD Chart. |                                                          |         |         |                 |                                                |                                                |

### Singles de colaboração
| Ano  | Título                                                                                        | Paradas | Paradas | Álbum                                                    |
| Ano  | Título                                                                                        | JPN     | KOR     | Álbum                                                    |
| ---- | --------------------------------------------------------------------------------------------- | ------- | ------- | -------------------------------------------------------- |
| 2001 | "The Meaning of Peace" com Kumi Koda                                                          | 12      | —       | Listen to My Heart, Diversos Artistas feat. "songnation" |
| 2002 | "Everything Needs Love" (Shinichi Osawa feat. BoA)                                            | 32      | —       | Next World                                               |
| 2003 | "Holiday" Palmdrive feat. BoA & Firstklas                                                     | 27      | —       | Next World                                               |
| 2003 | "Show Me What You Got" (Bratz feat. BoA & Howie Dorough)                                      | —       | —       | Next World                                               |
| 2004 | "O Holy Night" com TVXQ                                                                       | —       | —       | Hug                                                      |
| 2004 | "The Love Bug" (M-Flo loves BoA)                                                              | 8       | —       | Astromantic                                              |
| 2004 | "Tri-Angle" com TVXQ & The TRAX                                                               | —       | 1       | Tri-Angle                                                |
| 2007 | "AnyBand"                                                                                     | —       | 1       | single sem álbum                                         |
| 2009 | "After Love (First Boyfriend) / Girlfriend (Crystal Kay feat. BoA)"                           | 31      | —       | Best of Crystal Kay                                      |
| 2012 | "One Dream" feat. Key (do SHINee) e Henry (do Super Junior-M)                                 | —       | —       | Only One                                                 |
| 2012 | "Lookin'" (feat. The Quiett)                                                                  | —       | 9       | PYL Younique Volume 1                                    |
| 2013 | "G.A.B" (Single colaborativo com Leessang's Gil para o 2013 Infinity Challenge Song Festival) | —       | —       | 무한도전 자유로 가요제                                   |
| 2016 | "No Matter What" (BoA X Beenzino)                                                             | —       | 3       | SM Station                                               |
| 2016 | "Pit-A-Pat 250 Remix" (BoA X BANA)                                                            | —       | —       | SM Station                                               |
| 2016 | "Music is Wonderful" com (Beat Burger feat. BoA)                                              | —       | —       | SM Station                                               |
| 2017 | "Tonight" (BoA, Mad Clown)                                                                    | —       | 89      | The Best Hit OST Part.4                                  |
| 2018 | "Man in the Mirror (LIVE)" (Siedah Garrett X BoA)                                             | —       | —       | SM Station 2                                             |

### Singles digitais em coreano
| 2006 | "Key of Heart"                         | Key of Heart (Single)                 | —  | —  |
| 2006 | "Sunshine"                             | Love Me Not OST                       | —  | —  |
| 2007 | "M OST Single With BoA"                | M OST Single                          | —  | —  |
| 2010 | "Hurricane Venus"                      | Hurricane Venus                       | 3  | —  |
| 2011 | "My Only One"                          | Paradise Ranch OST Parte 2            | —  | —  |
| 2012 | "One Dream' KPOP STAR Theme Song"      | Only One (álbum de BoA)               | 34 | 51 |
| 2012 | "Only One"                             | Only One (álbum de BoA)               | 2  | 2  |
| 2012 | "Lookin" (feat. The Quiett)            | PYL Younique Volume 1                 | 9  | —  |
| 2013 | "Disturbance"                          | Disturbance                           | 3  | 9  |
| 2013 | "Between Heaven and Hell"              | Shark OST Parte 1                     | 18 | 20 |
| 2013 | "Action"                               | 2013 Gwangju Design Biennale 'Action' | —  | —  |
| 2015 | "Christmas Paradise - Winter Garden 3" | Winter Garden                         | 67 | —  |
| 2017 | "Bom Bi" (Spring Rain)                 | SM Station 2                          | —  | —  |
| 2017 | "Camo"                                 | One Shot, Two Shot                    | 54 | —  |
| 2018 | "NEGA DOLA"                            | One Shot, Two Shot                    | 70 | —  |

## Vídeos musicais/promocionais

### Em inglês

#### Álbuns
BoA
- "Eat You Up"
- "I Did It For Love"
- "Energetic"

#### Outros
- "Amazing Kiss" (versão em inglês)
- "Flying Without Wings" - Westlife feat. BoA
- "Show Me What You Got" - Bratz feat. BoA & Howie D. (Backstreet Boys)
- "Everything Needs Love" feat. BoA - Mondo Grosso
- "Everything Needs Love" feat. BoA (versão ao vivo) - Mondo Grosso

### Em coreano

#### Álbuns
ID; Peace B
- "ID; Peace B"
- "Sara"

Jumping into the World
- "Don't start now"

No.1
- "No. 1"
- "Neul.." (em coreano:  늘.., lit. Espera..)
- "My Sweetie"
- "Listen to my Heart"

Miracle
- "Gi Jeok" (em coreano:  기적, lit. Destino)
- "Every Heart"
- "Valenti"

Altantis Princess
- "Atlantis SoNyeo" (em coreano:  아틀란티스 소녀, lit. Princesa Atlantis)
- "Milky Way"

Shine We Are
- "Shine We Are!"

My Name
- "My Name"
- "My Prayer"
- "Ba Bo Gat Jo" (em coreano:  바보같죠, lit. Fique no Amor)

Girls on Top
- "Girls on Top / Ga Eul Pyun Ji" (em coreano:  가을편지)
- "Moto"

Hurricane Venus
- "Game"
- "Hurricane Venus"

Copy & Paste
- "Copy & Paste"

Only One
- "Only One (versão de dança)"
- "Only One (versão de drama)"
- "The Shadow"

Kiss My Lips
- "Kiss My Lips"
- "Who Are You"

WOMAN
- "WOMAN"

#### Singles
"Double"
- "Double"

"Rock with You"
- "Rock with You"

"Merry-Chri"
- "Merry-Chri" (em coreano:  메리-크리)

"Everlasting"
- "Everlasting"

"Key of Heart"
- "Key of Heart"

"Disturbance"
- "Disturbance"

#### Outros
Colaboração Especial - Anyband (BoA, Xiah Junsu, Jin Bora, Tablo)
- "TPL (Talk, Play, Love) / Promise U"

Colaborações na SM Town
- "Look Outside the Window" (Winter Vacation 2000)
- "Angel Eyes" (Winter Vacation 2001)
- "Summer Vacation" (Summer Vacation 2002)
- "My Angel, My Light" (Winter Vacation 2002)
- "Hello Summer" (Summer Vacation 2003)
- "Summer in Dream" (Summer Vacation 2003)
- "Snowflake" (Winter Vacation 2003)
- "Hot Mail" (em coreano:  여름편지) (Summer Vacation 2004)
- "Red Sun" (em coreano:  태양은 가득히) (Summer Vacation 2006)
- "Snow Dream" (Winter Vacation 2006)
- "Let's Go on a Trip" (em coreano:  여행을 떠나요) (Summer Vacation 2007)
- "Only Love" (em coreano:  사랑 하나죠) (Winter Vacation 2007)

Promoções e participações em canções
- "Midnight Parade" (stream & promocional somente - Winter Vacation 2003)
- "The Lights of Seoul" (promocional somente)
- "Tri-Angle" (TVXQ feat. BoA & TRAX)
- "The Love Bug" (M-Flo Tour 2007 Cosmicolor) (stream & promocional somente)

### Em japonês

#### Álbuns
Listen to My Heart
- "ID; Peace B"
- "Amazing Kiss"
- "Kimochi wa Tsutawaru"
- "Listen to My Heart"
- "Every Heart: Minna no Kimochi"

Valenti
- "Valenti"
- "Kiseki"
- "Jewel Song"

Love & Honesty
- "Shine We Are!"
- "Double"
- "Rock with You"
- "Be the One"

Best of Soul
- "Quincy"
- "Merikuri"

Outgrow
- "Do the Motion"
- "Make a Secret"
- "Dakishimeru"
- "Everlasting"

Made in Twenty (20)
- "Nanairo no Ashita: Brand New Beat"
- "Key of Heart"
- "Winter Love"

The Face
- "Sweet Impact"
- "Love Letter"
- "Lose Your Mind" (feat. Yutaka Furukawa do Doping Panda)
- "Be With You"

Best&USA
- "Kissing You"
- "Sparkling"
- "Eien"

Identity
- "Bump Bump!" feat. Verbal (m-flo)
- "Mamoritai: White Wishes"
- "Possibility"

Milestone
- Milestone

Only One
- Only One
- The Shadow

#### Outros
- "Holiday" (Palmdrive feat. BoA & Firstklas)
- "The Love Bug" (m-flo Loves BoA)
- "Everlasting" (versão premium) (stream & promocional somente)
- "Lady Galaxy" live from Arena Tour 2007 Made in Twenty (20) (promocional somente)
- "Nanairo no Ashita: Brand New Beat" live from Arena Tour 2007 Made in Twenty (20) (promocional somente)
- "Hey Boy, Hey Girl" (Seamo feat. BoA)
- "Be With You" (Movie Version) (promocional somente)
- "Girl in the Mirror" live from Live Tour 2008 The Face (promocional somente)
- "Lazer" live from Live Tour 2010 Identity (promocional somente)
- "Woo Weekend"
- "Believe in Love"
- "Everything Needs Love"